# Bullworker
 (août 2020).
Bullworker est le nom d'un appareil de fitness initialement connu pour permettre de travailler des exercices isométriques. Il a été inventé par Gert F.Kölbel, un sportif, inventeur et entrepreneur allemand en 1962. 

## L'appareil qui a précédé le Bullworker

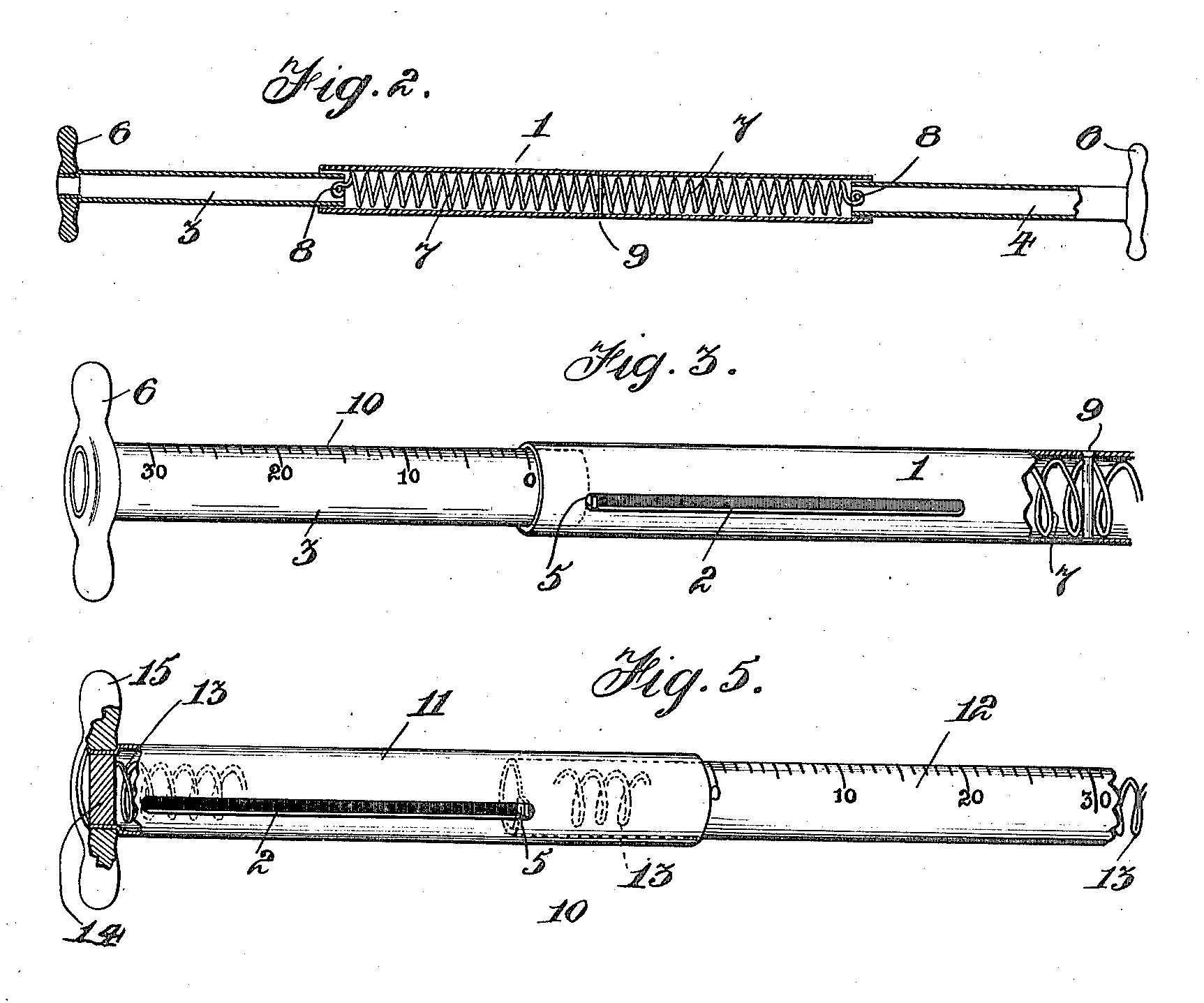
Image tirée de son brevet de l'appareil d'exercice physique des Pons

En 1912, un Américain de Broolyn, Arthur A. Pons, dépose un brevet pour un appareil à exercices physiques précurseur du Bullworker . En effet, cet appareil ressemblait tout à fait au premier bullworker à venir, à ceci près qu'il ne disposait pas encore des câbles latéraux: il se composait de trois cylindres télescopiques à ressort à manchon au centre, avec deux poignées fixées aux extrémités les plus extérieures. Le brevet américain indique que: "L'invention consiste essentiellement en une nouvelle construction et un agencement de pièces par lequel des éléments télescopiques commandés par ressort sont incorporés dans un appareil d'exercice d'une manière spéciale plus particulièrement décrite ci-après. Les objets de l'invention sont de concevoir un appareil d'exercice portable en particulier pour le développement des muscles de la poitrine et des bras, adapté à la fois aux personnes âgées et aux jeunes en raison de l'interchangeabilité de l'élément élastique et généralement de fournir un appareil d'exercice à actionner par les mains et les bras, de construction simple, bon marché à fabriquer, durables et interchangeables quant à ses parties"  . 

## Exercices isométriques
Dans les années 1950, des scientifiques allemands, Erich Albert Müller  et Theodor Hettinger  observent "que les contractions impliquant environ moins d'un tiers de la force maximale n'entraînent pas le développement du muscle. Si la contraction d'un muscle dépasse le tiers de sa force maximale, sa masse augmente et donc aussi sa force" . En outre, il est soutenu que les deux chercheurs concluent que la croissance musculaire peut être atteinte en exerçant 60% de la force musculaire maximale contre une résistance supérieure pendant seulement sept secondes, et ce une fois par jour. C'est la naissance d'une technique de fitness connue sous le nom d'isométrie. Ensemble, ils ont développé un programme d'entraînement basé sur des exercices isométriques   et l'un d'entre eux, Theodor Hettinger, en a publié un livre Physiology of Strength  .  
Dans les années 1960, le professeur James Baley a mis l'efficacité des exercices isométriques à l'épreuve avec une expérimentation portant sur 104 étudiants de l'université du Connecticut. Les tests devaient mesurer les augmentations de force, d'endurance, de coordination et d'agilité. Le manuel du Bullworker a affirmé ultérieurement que l'étude a abouti à l'amélioration des performances du groupe d'entraînement isométrique trois fois plus rapidement que le groupe d'entraînement témoin. Cependant, l'article original est beaucoup plus complexe même s'il a montré des gains significatifs après un programme de 4 semaines d'exercices isométriques  . 

## L'émergence du Bullworker

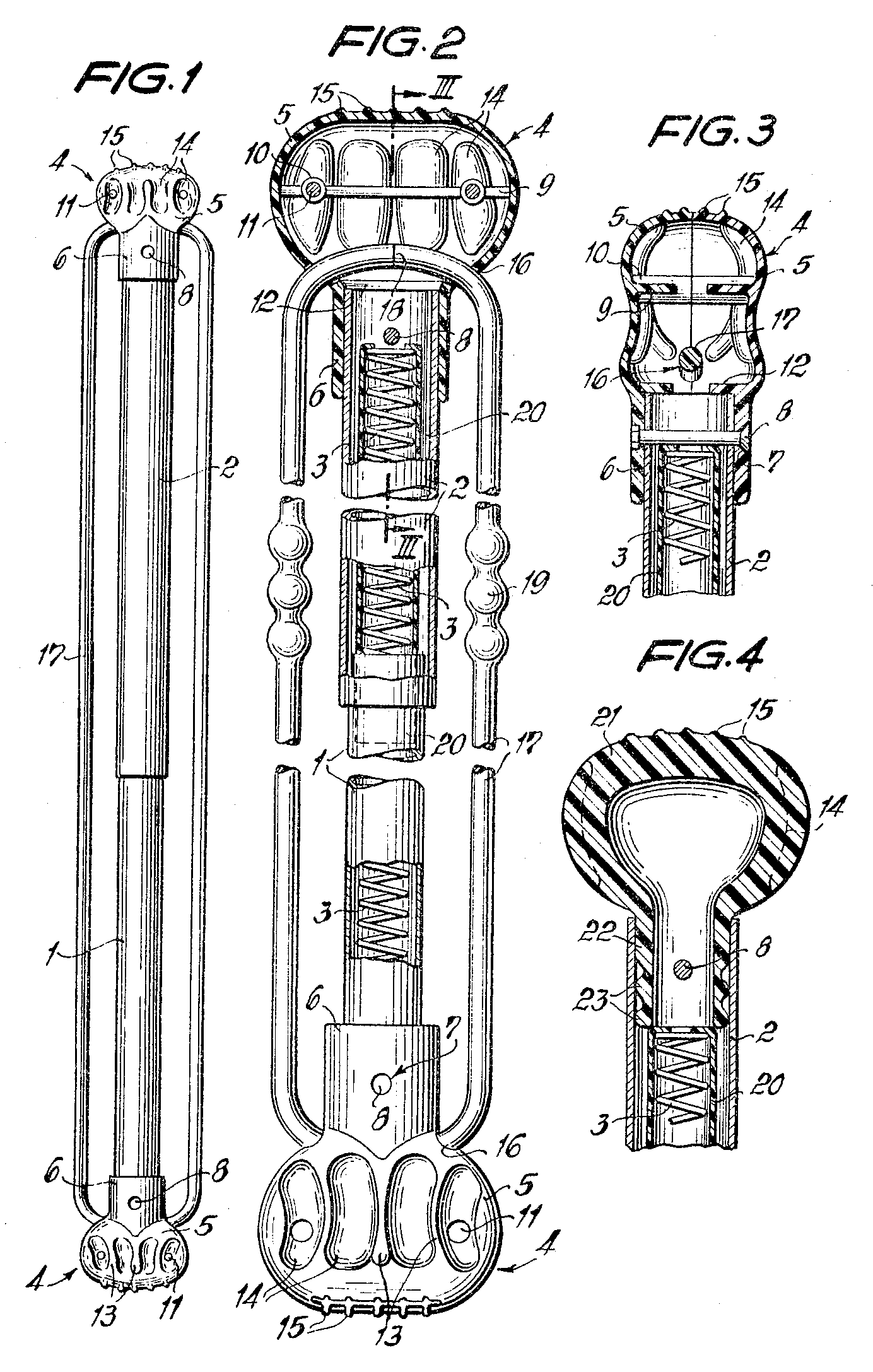
Image du brevet du Tensolator

Au début des années 1960, Gert F.Kölbel a donc utilisé et amélioré l'appareil de Pons pour créer le Tensolator qui est devenu ultérieurement le Bullworker, un appareil de fitness facilement transportable et a conçu un programme d'entraînement reposant avant tout sur le principe des exercices isométriques. L'ajout des câbles latéraux permet de l'utiliser autant pour des mouvements de contraction que d'extension. impliquant amplitude de mouvement pour tous les principaux groupes musculaires, en un seul outil de fitness léger et compact à un prix abordable.
Le brevet américain indique que: 
"L'invention concerne des exerciseurs physiques, et plus particulièrement un dispositif à usage humain permettant de réaliser une grande variété d'exercices physiques pour l'entraînement et le renforcement du système musculaire du corps. Un des objectifs de l'invention est de proposer un appareil d'exercice utilisable par compression, traction et expansion. Un autre objectif est de fournir un appareil d'exercice de construction simple et robuste qui est sûr contre les accidents. Un autre objectif est de proposer un appareil d'exercice que l'utilisateur peut manipuler avec ses mains et ses pieds et peut également s'appuyer contre le sol, le mur ou le plafond d'une pièce "  . 

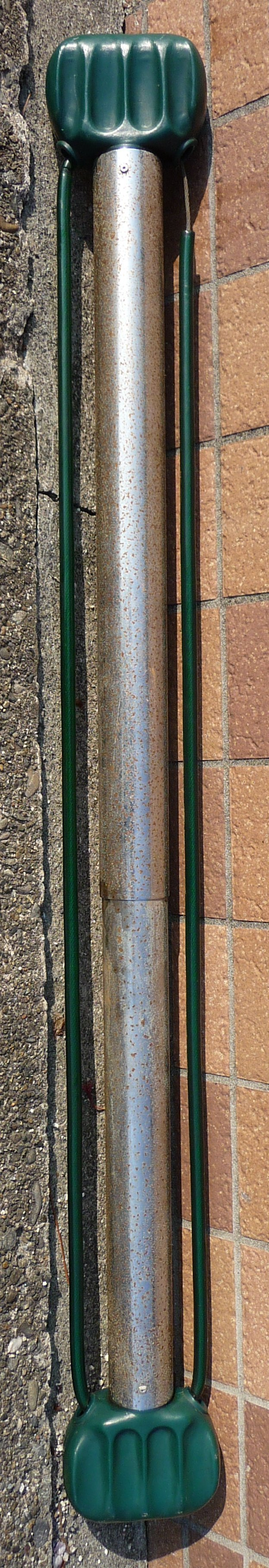
Bullworker dans les années 1960

Le Bullworker originel se compose de deux cylindres télescopiques à ressort à manchon au centre, avec deux poignées fixées aux extrémités. Deux câbles opposés sont attachés aux poignées à chaque extrémité de l'appareil. L'appareil pèse environ 1,8 kilogramme. Les exercices sont effectués en poussant vers l'intérieur les cylindres, en tirant les câbles vers l'extérieur loin des cylindres, ou toute variante de ceux-ci. La compression résultante du ressort interne crée la résistance souhaitée  . Le Bullworker reviendra à sa position d'origine lorsque la pression sera relâchée. Une résistance jusqu'à 68 kilogrammes, voire plus de résistance est possible durant les exercices.    
Le Bullworker a explosé sur la scène du fitness, rencontrant une grande popularité en Europe et aux États-Unis dans les années 1960 et 1970, à la fois en raison de l'intérêt de l'appareil en lui-même et pour son adaptation pertinente à la pratique des exercises isométriques fort en vogue alors. 

## La marque Bullworker dans le monde
La marque Bullworker appareil de fitness est toujours commercialisée et ce dans le monde entier. Elle est notamment utilisée:
- Hughes Marketing, LLC aux États-Unis, commercialisant trois modèles récents (Bullworker Bow Classic, Bullworker Steel-Bow et Bow Basic)[10].
- WOA World of Accessories GmbH en Allemagne, commercialisant le Bullworker X5[11].
- Fukuhatsu Metal au Japon commercialisant le Bullworker X5 sous le nom Bullworker-XO (ou buruwa-ka- XO) et le Bullwoker X7 (ou buruwa-ka- X7).
- Bull Worker Enterprises, en Inde, commercialisant le Super-4 Bullworker[12].

## Versions récentes du Bullworker

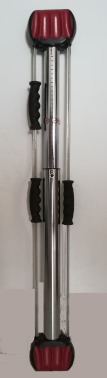
Un Bullworker dans les années 2010, avec des poignées

Depuis que l'appareil de fitness Bullworker a été mis sur le marché, des versions modernisées ont été développées, notamment le Bullworker. X5 qui propose un système de double sangles à la place des câbles latéraux. Cependant, les concepts isométriques fonctionnels du Bullworker pour améliorer la condition physique restent les mêmes. Bien que la popularité de Bullworker ait chuté dans les années 1980, lorsque les appareils de culture physique personnels sont devenus facilement accessibles,    
Il existe deux modèles Bullworker mis récemment  dans le commerce: Bullworker Bow Classic et Bullworker Steel-Bow. Le Bow Classic mesure 36 pouces de long et est l'équivalent du Bullworker. Le Steel-Bow mesure 20 pouces de long, il est donc plus court et est destiné au ciblage musculaire et aux voyages. Les deux modèles Bullworker ont des ressorts interchangeables pour changer facilement les niveaux de résistance, allant d'environ 0 à 130 lb (0-60 kg) de résistance.   

## Exemples de programme d'entraînement
- Programme de formation de Bullworker
- Bullworker Nouveau programme de formation
- Poster Bullworker X5

## Le Bullworker dans la culture
- Dans le film Never Say Never Again, James Bond utilise un Bullworker comme arme contre Lippe.
- La page biographique de Gert F. Kölbel affirme que parmi les utilisateurs célèbres se trouvaient: Franz Beckenbauer, Konrad Adenauer et Muhammad Ali [13] .
- Une photographie existe sur laquelle on distingue un bullworker derrière Bruce Lee.

## Voir également
- Exercice isométrique